# Tomašpil'
Tomašpil' (in ucraino Томашпіль?) è un insediamento rurale ucraino (5 276 abitanti) nel distretto di Tul'čyn, nell'oblast' di Vinnycja. Ospita l'amministrazione della comunità territoriale di Tyvriv, una delle comunità territoriali dell'Ucraina.
Fino al 18 luglio 2020 Tomašpil' fungeva da centro amministrativo del distretto di Tomašpil', abolito come parte della riforma amministrativa dell'Ucraina, che ha ridotto a sei il numero dei distretti dell'oblast' di Vinnycja. L'area del distretto di Tomašpil' è stata fusa nel distretto di Tul'čyn.
Fino al 26 gennaio 2024 Tomašpil' era classificata come insediamento di tipo urbano. Da tale data è entrata in vigore una nuova legge che ha abolito questo status e Tomašpil' è stata riclassificata come insediamento rurale.